# Stereospermum nematocarpum
Stereospermum nematocarpum là một loài thực vật có hoa trong họ Chùm ớt. Loài này được (Bojer) DC. miêu tả khoa học đầu tiên năm 1845.